# Pierre Lelong (matemàtic)
Pierre Lelong   (15è districte de París i París, 14 de març de 1912 - Ivry-sur-Seine, 12 d'octubre de 2011) va ser un matemàtic francès.

## Vida i Obra
Després de cursar els estudis secundaris al Lycée Buffon de París, en el qual va guanyar dues vegades consecutives el Concours général, va preparar l'ingrés a les grandes écoles al Liceu Louis-le-Grand on va coincidir amb Georges Pompidou amb qui va mantenir una amistat duradora. Va ingressar a l'École Normale Supérieure el 1931 i s'hi va graduar el 1934. El 1941 va defensar la seva tesi doctoral, dirigida per Paul Montel, a la universitat de París, sobre les singularitats de les funcions holomorfes de dues variables. Va ser professor de les universitats de Grenoble (1942-1946) i Lilla (1946-1954), abans de ser nomenat professor de la universitat Pierre i Marie Curie de París, en la qual va passar a emèrit l 1981.
Lelong és recordat pels seus treballs sobre funcions complexes de varies variables i, sobre tot, per haver introduït el concepte de funció pluri-subharmònica, i, associat a ella, el nombre de Lelong (o nombre-densitat). A partir de 1957 va dirigir un influent seminari d'anàlisi complexa a la universitat. Va publicar més d'un centenar d'articles científics.
A més dels seus treballs de recerca, va fer una gran tasca com organitzador de la política científica, sanitària i d'ensenyament públics de la Cinquena República Francesa, participant en diversos comitès assessors dels presidents De Gaulle i Pompidou.